# Albistas
Albistas es un término utilizado por la historiografía para referirse a diferentes facciones nobiliarias o políticas en distintos contextos de la historia de España, denominadas así por estar lideradas por el Duque de Alba o por un personaje, apellidado Alba (Santiago Alba Bonifaz), que no tiene relación familiar con ese linaje.

## Edad Moderna

### sigloXVI: albistas y ebolistas
En la segunda mitad del siglo XVI, durante el reinado de Felipe II de España se hablaba de la división de la corte en dos facciones: albistas y ebolistas, a los que se atribuían posiciones centralistas y federalistas, respectivamente, y que también han sido denominados imperiales y humanistas.
La facción o partido albista, al que pertenecían destacados grandes, como los duques de Alburquerque o los Pimentel, estaba dirigida por Fernando Álvarez de Toledo y Pimentel, III duque de Alba de Tormes, el gran Alba, eximio general y estratega que se caracterizó por su dureza en la represión de la revuelta flamenca -el mandarle a Flandes fue precisamente una manera de alejarle de la corte-; mientras que sus opuestos, la facción o partido ebolista, a la que pertenecían familias no menos importantes, como los Mendoza, los duques de Gandía o los Enríquez, estaba dirigido por el príncipe de Éboli (Ruy Gómez de Silva). Los "ebolistas" gozaron de la mayor confianza del rey, incluso después de la muerte de su líder (1573), hasta la caída de Antonio Pérez y de la princesa de Éboli (1579, protagonistas de una enigmática intriga contra el hermanastro del rey, Juan de Austria, y su secretario Juan de Escobedo -ambos muertos en 1578-). En este contexto histórico está ambientada la película La conjura de El Escorial.
A partir de ese momento pasaron a denominarse romanistas o papistas (los antiguos ebolistas) e hispanistas o castellanistas (los antiguos albistas, ahora aglutinados en torno a Mateo Vázquez). En los reinados siguientes (los denominados Austrias menores) la política de la Monarquía Hispánica se encauzó a través de las figuras de los validos, cuya pertenencia a una u otra facción nobiliaria fue también crucial.

### sigloXVIII: albistas y ensenadistas
A mediados del siglo XVIII, durante los reinados de Fernando VI y Carlos III, se hablaba de albistas y ensenadistas.
La facción o partido albista estaba dirigida a mediados de siglo por Fernando de Silva y Álvarez de Toledo (XII duque de Alba); mientras que sus opuestos, la facción o partido ensenadista, estaba dirigido por el marqués de la Ensenada (Zenón de Somodevilla).
Aunque Ensenada había sido aliado de los Alba durante el reinado de Felipe V (los Alba estuvieron entre los más destacados filipistas o borbónicos en la crisis sucesora de finales del siglo XVII que condujo a la Guerra de Sucesión Española -al contrario que sus tradicionales rivales, los Mendoza-), a partir de su elevación a la mayor responsabilidad política (1748) se fue creando una facción en su contra, que logró su destitución en 1754 (en la que no actuaron principalmente los Alba, sino una conjunción de intrigas diplomáticas en medio de un difícil equilibrio internacional de España con Francia, Inglaterra y Portugal, en la que los albistas eran anglófilos y los ensenadistas francófilos).
Durante los primeros años del reinado de Carlos III (desde 1759), que levantó a Ensenada su destierro de la corte, pero no le otorgó ningún cargo de confianza, se identificaban como ensenadistas a un grupo de nobles y eclesiásticos caracterizados por su oposición a la política de los ministros ilustrados de mayor confianza del rey, varios de ellos italianos; mientras que el duque de Alba y otros nobles alcanzaban mayor protagonismo en la corte. Entre los más destacados miembros de la facción ensenadista estaban los colegiales (provenientes de colegios mayores controlados por los jesuitas y que establecían sólidas redes clientelares en puestos clave de la administración y la iglesia, suscitando los recelos de otros -golillas y manteístas-). A este grupo de ensenadistas y jesuitas se atribuyó la responsabilidad del motín de Esquilache (1766). La victoria de la facción albista reafirmó el poder del grupo de ilustrados españoles (Campomanes, Roda) y del denominado "partido aragonés" en torno al Conde de Aranda. El de Alba tuvo incluso el atrevimiento de sugerir al rey que castigara al levantisco Madrid trasladando la corte a Sevilla (donde el duque concentraba la mayor parte de sus posesiones, algo similar a lo que hizo en su día el duque de Lerma al trasladar la corte a Valladolid); aunque esta idea fue desechada. El reforzamiento del Consejo de Castilla eclipsó el poder que parecían estar alcanzando los grandes albistas, en beneficio de Aranda y Campomanes.
Los Alba siguieron siendo una de las familias aristocráticas más importantes durante el resto del siglo XVIII, y lo continuaron siendo con posterioridad gracias a su incomparable concentración de títulos y propiedades territoriales, que les garantizaron una privilegiada posición social y económica; aunque su protagonismo político no volvió a ser comparable al que gozaron durante el Antiguo Régimen.

## Edad Contemporánea
A finales del siglo XIX y comienzos del XX, se hablaba de gamacistas y albistas en el contexto de la vida política de Valladolid en la Restauración; siendo "gamacistas" los partidarios de Germán Gamazo (hasta 1901, en que éste muere) y "albistas" los de Santiago Alba Bonifaz (desde ese mismo año, en que obtiene el escaño).
El albismo tuvo prolongación posterior en la vida política nacional, por el protagonismo de Santiago Alba durante la monarquía de Alfonso XIII y la Segunda República Española; periodos en los que representa a la Izquierda Liberal.